# Eke

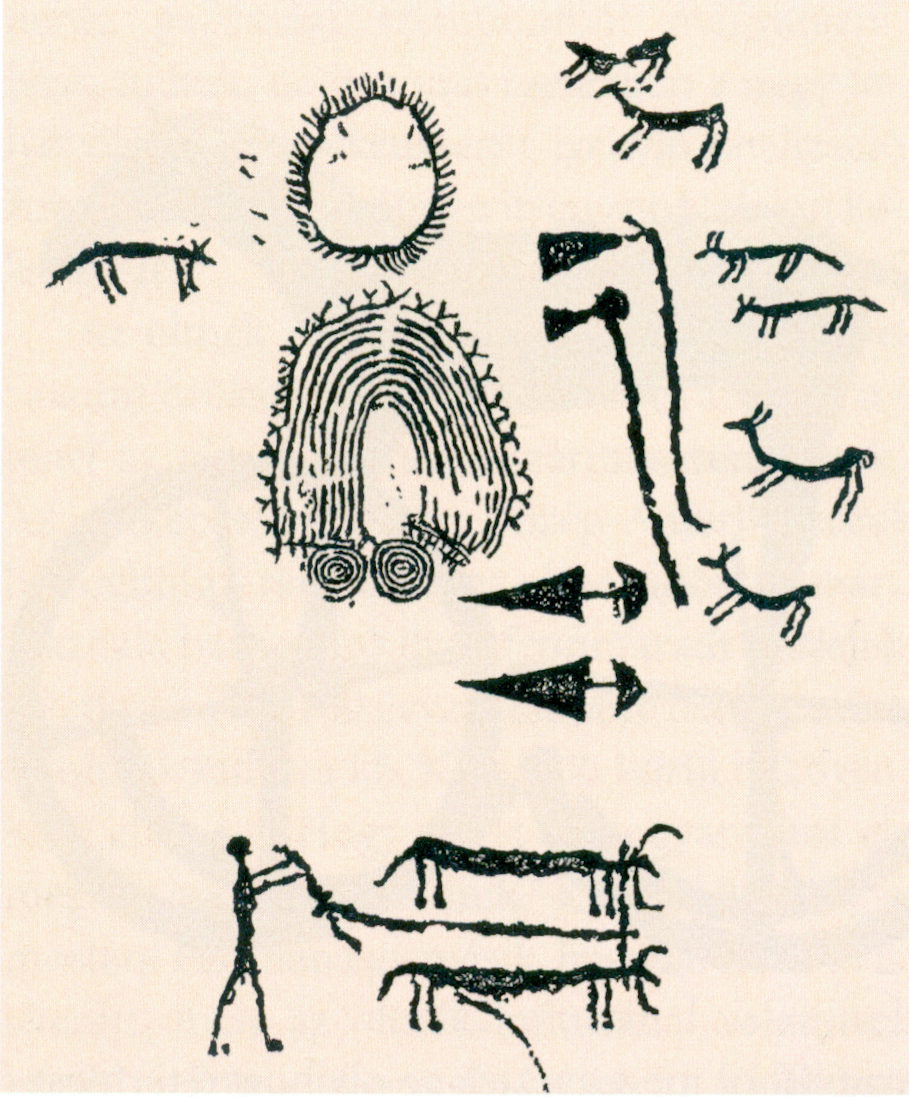
Az eke első ismert ábrázolása, sziklarajz rekonstrukciója a Camonica-völgyből

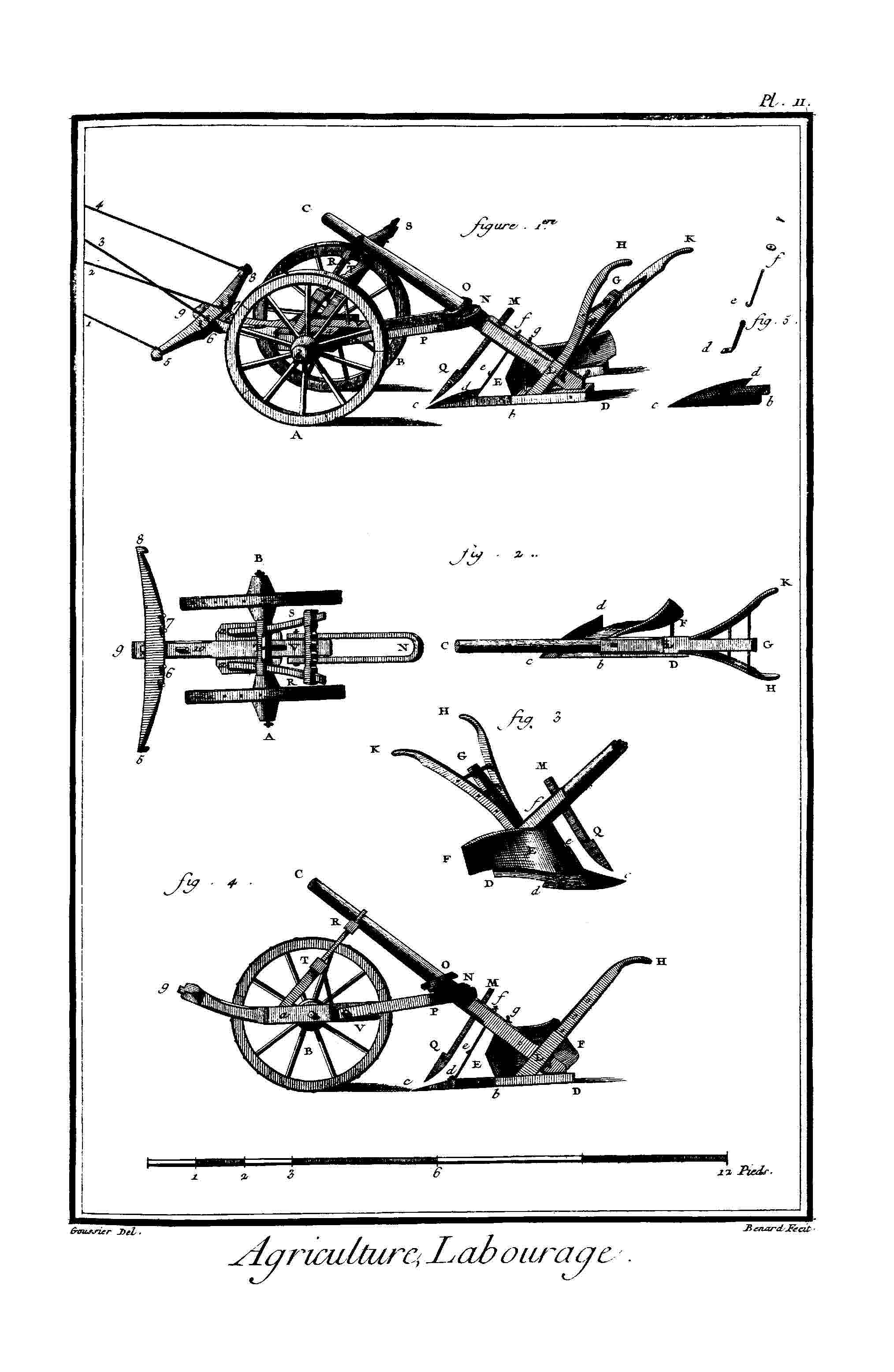
Illusztráció a nagy francia enciklopédiából az eke korabeli felépítéséről

Az eke a mezőgazdaságban használatos eszköz, a szántóföld előkészítésének egyik fázisában, a szántásnál használják. Az eke feladata általában a talajt forgatni, lazítani és keverni, amivel fokozható a levegő és nedvesség vegybontó hatása, másrészt javítható a talaj fizikai állapota.
Az ekével végzett művelés a szántás, mely a talajművelés alapozóműveletei közé tartozik.

## Története

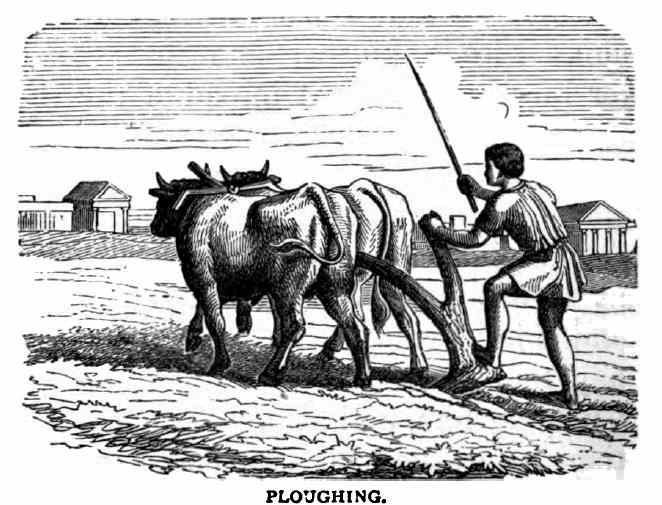
Állati erővel vontatott eke

Már az őskorban is hegyes csontokkal és faágakkal lazították a földet, ám ennek tényleges célja még csak a föld feltúrása volt. Ennek tudatában ezeket az eszközöket még nem nevezhetjük ekének, mindazonáltal valószínűleg már ekkor is célszerűnek bizonyult a föld ilyen módon történő fellazítása.
Az őskorban még csak emberi erővel vontatták, a civilizáció fejlődése során pedig idővel az állati, majd a gépi vontatás váltotta fel.
Az ókorban már szinte az összes birodalomban alkalmazták, a görögök szerint Triptolemos, az egyiptomiak szerint Ozirisz, a kínaiak szerint pedig Khin-Nong volt a feltalálója. A ránk maradt szerkezetek alapján megfigyelhető, hogy felépítése az idők során szinte alig változott. A lényeges javítást már a rómaiak eszközölték, amikor a föld forgatásának elősegítésére két vízszintes szárnyat alkalmaztak. Anyagának, illetve kivitelének korszerűsítésétől eltekintve napjainkig szinte semmilyen elvi módosítást nem végeztek rajta.

## Működése
A közönséges ekék a talajból merőleges és vízszintes irányban egy hasábot hasítanak ki, amit aztán élei körül vagy az egyik, vagy a másik irányba úgy forgatnak el, hogy annak eredeti alsó felülete felülre kerüljön, és emellett a föld lehetőleg minél lazább legyen.
Az eke kiegészítő részei:
Az előhántó feladata a talaj felső, vékonyabb rétegének teljes aláfordítása. Az előhántó tömődésre hajlamos, korlátozza a felszántott szelvény méretét, ezért ma már csak ritkán alkalmazzák.
A csoroszlya feladata a barázda függőleges irányú kimetszése, lehet késes vagy tárcsás. Napjainkban a tárcsás a legelterjedtebb.
Az utóhántó a barázdafalból a szántásnál kisebb mélységben kihasít egy keskeny sávot. Az így kialakított barázdafenék az ekét húzó traktor kereke számára biztosít megfelelő helyet.

## Célja
Célja összefoglalva, hogy a szántóföldet előkészítse oly módon, hogy ott növények termesztésére ideális talajt eredményezzen.

## Fajtái
föld forgatásának iránya szerint:
- egy oldalra forgató, ún. kerülőeke, melyet ma a magyar mezőgazdasági gyakorlatban leginkább ágyekének neveznek Ezzel végezhető az ágyszántás, a javított ágyszántás és a körbeszántás.
- mindkét oldalra forgató eke, vagy barázda-/ároknyitó eke
- váltóeke – aminek forgatási iránya egy kormánnyal változtatható, ma már neve váltvaforgatóként terjedt el, és leginkább az erőgép hidraulikus rendszeréhez csatlakoztatott munkahengerrel fordítják át a tábla végén Ezzel a korszerű változattal végzik a rónaszántást.

illetve ezek lehetnek:
- egybarázdás eke, melynek egy ekefeje van
- többarázdás eke, melynek több ekefeje van

alátámasztás szempontjából lehet:
- szabadon járó eke, ezek leginkább a régi igásállat vontatta egy-, vagy kétfejes ekék voltak
- mankós eke – amely kerekes, vagy csúsztató mankóval rendelkezik, a vontató erőgépek után használatos, általában acél, esetleg gumiabroncsos kerékkel szerelve

forgatási munka szerint pedig:
- laposan forgató eke
- meredeken forgató eke
- morzsáló eke